# بيت غزالة
بيت غزالة أو دار غزالة هي إحدى أوسع الدور التي شيدت في حلب خلال العصر العثماني وأكثرها حفاظاً على طابعها الأصلي المتميّز. وعرفت باسم «بيت غزالة». نسبة إلى العائلة التي سكنتها قرابة القرنين. وقد حُوِلت الدار إلى مدرسة عامة منذ 1914. ولقد رُممت في الآونة الأخيرة لتصبح متحفاً يخلد ذاكرة مدينة حلب الشهباء. تقع بيت غزالة في حي الجديدة بمدينة حلب. وقد تضرر المبنى نتيجة الحروب والزلازل.

## تاريخ الدار وأصول آل غزالة في حلب

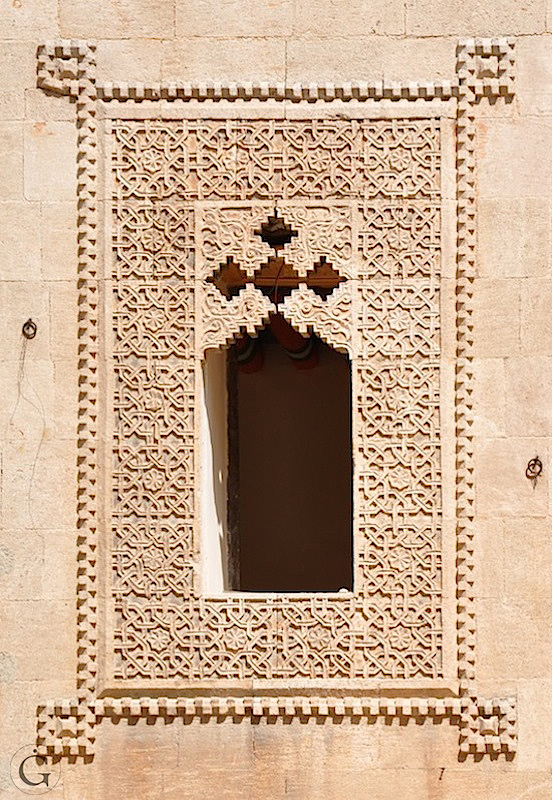
مثال على النوافذ المزخرفة في بيت غزالة

تقع الدار في أقصى ضاحية كبيرة شمالي غربي المدينة وهي ضاحية ازدهرت في العصر المملوكي وضمت شتى فئات السكان. وكان الجزء المعروف بحي "الجدَيْدة في هذه الضاحية يحتضن كنائس عديدة، ويقطن فيه أعيان الجالية المسيحية بمختلف طوائفها ولا سيما الأرمن الذين اختصوا بتجارتهم مع بلاد فارس والهند.
شُيّدت بيت غزالة أمام مؤسستين كبيرتين تابعتين للأوقاف الإسلامية بنيت أولاهما في الفترة بين عامي 1583 و1590 والثانية في عام 1653 وكانتا تشكلان مركزين حيويين في حي كبير يسكنه مسلمون ومسيحيون على حد سواء. وتُبرِز الدار بمساحتها الكبيرة وزخارفها الغنية الرائعة ثراء الجالية المسيحية في حلب ومدى نفوذها في القرن السابع عشر الميلادي. وكانت تلك الزخارف التي صنعها كبار الحرفيين الحلبيين خالية من أي تمثيل بشري مجسد محرم بصفة عامة في تلك الأيام إذ كان المسيحيون والمسلمون يراعون نفس العادات والتقاليد القديمة المتوارثة. ولقد شملت تلك اللوحات الزخرفية نقوشاً عديدة وحكماً شعبية وقصائد صوفية ومقاطع من المزامير التوراتية. وأبرز تعدد هذه المصادر مدى إلمام فئات المثقفين الحلبيين بالثقافة العربية بل وأبرز أيضاً مدى إلمامهم بثقافات شتى أخرى.
يقع بيت غزالة تحديداً في شارع إبشير باشا وسوق الصاغة وتذكر كتابة موجودة في إحدى الغرف الشمالية (إنشاء هذا المكان المبارك خجادور بن مراد بالي سنة 1619).

## دار مبنية حول عدة أفنية
توسعت مساحة الدار أو تقلصت وفقاً للاحتياجات والثروات المتغيرة على مر القرون. ومع ذلك، فقد احتفظت دائماً بصحن مركزي رئيسي بمساحة 250 م2. تبلغ مساحة الدار في أوجها حوالي 1600 م2، منها 570 م2، تشغلها ستة أفنية. والحجم الفعلي لمجمع الدار غير مرئي عملياً من الخارج.
افتُتح المدخل الحالي في القرن التاسع عشر على الشارع الرئيسي على الجانب الشرقي للدار. يؤدي هذا المدخل إلى الفناء الرئيسي والمركز المحوري والطريق الرئيسي المؤدي إلى بقية البيت. ويشكل البلاط الرخامي المبرقش «بُساط» أمام الإيوان، ويسبق النافورة الكبرى في الفناء بألعابها المائية وأحواضها الحجرية وتدفقاتها. ويقال إن زخارف الجدران الجميلة في الفناء قد نحتها النحات الأرميني خاتشادور بالي، وهو أحد أفراد عائلة باليان [الإنجليزية] من مهندسي البلاط العثماني.

## الإيوان

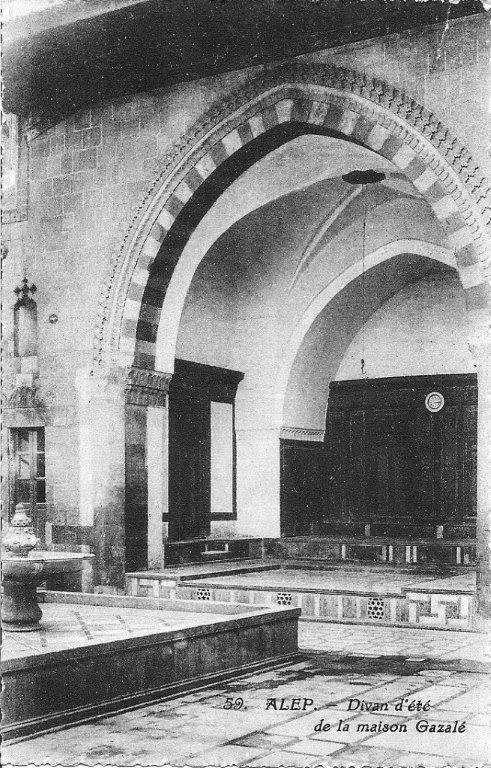
إيوان بيت غزالة في حلب على بطاقة بريدية (1918-1922)

ويمر محور الشمال والجنوب عبر الدار بأكملها مما يؤكد أهمية الإيوان من حيث نشأته. يقسم هذا الخط رصيف الفناء والحوض والحديقة إلى هندسة دقيقة. فيما نُظمت باقي المساحة وفقاً لاحتياجات القاطنين وشكل قطعة الأرض دون الاهتمام بالتماثل.
تتخلل النوافذ والأبواب الواجهات في جميع أنحاء الفناء الرئيسي. وفوق هذه الفتحات، فإن التعقيد النسبي للديكور المنخفض البارز المحيط بها يحدد التسلسل الهرمي للغرف مع الإيوان في قمته. من المحتمل أن يعود تاريخ الديكور الحجري لواجهة الإيوان وملحقاته إلى منتصف القرن السابع عشر. ومن المحتمل أن تكون الألواح الخشبية المطلية في القبة والألواح الباقية من الإيوان مؤرخة بنفس الفترة. يعد الإيوان، الذي كان المقصود منه في البداية توفير الراحة من حرارة الصيف، «مركز» البيت ويلعب دوراً رمزياً أساسياً يمثل قوة صاحب دار غزالة.

## الغرف حول الفناء المركزي
زُينت الغرف الخمس المستطيلة التي يمكن الوصول إليها من الفناء بأعمال خشبية اختفت حالياً بالكامل تقريباً. والغرفة السادسة إلى الغرب عبارة عن قاعة واسعة على شكل حرف (T)، للدلالة على الثروة والسلطة.

## الواجهة الشمالية
تعود الواجهة الشمالية مقابل الإيوان إلى نهاية القرن السابع عشر. وتتميز بديكورها الفخم الفريد من نوعه في حلب. فيما تبرهن حجر الأبلق في الوسط، على التماثل الصارم للواجهة، في حين أن المساحات الداخلية لا تتبع نفس التنسيق. يعود تاريخ الغرفة الكبيرة في الجناح الشرقي إلى 1691 وفقاً لأحد النقوش. ويتضمن ديكورها الداخلي الغني، الذي جُدد جزئياً خلال القرن التاسع عشر، أربع مجموعات متميزة من النقوش:
- مزمور 91 من الكتاب المقدس على إفريز السقف؛[ي]
- أمثال شعبية على إفريز الألواح الخشبية؛
- تستنسخ لوحات الروافد الخمسة عشر فوق الفتحات قصيدة لأبي الفتح البستي تتناول موضوعات إدانة الإسراف غير الضروري، وتأملات في العلاقات الإنسانية، والحاجة إلى عون الله، والحاجة إلى السيطرة على جسد المرء وتحسين قلبه وعقله؛
- وتعكس النقوش الموجودة فوق الكوات في الجهة الشمالية أبيات شعر للمتنبي عن الشرف والحكمة والجهل.

## الأرضيات
احتفظت أرضية الإيوان وبعض الغرف الأخرى بتنظيمها القديم الموزع على مستويين. تقع المساحات التي يمكنك الوقوف والحركة فيها بجانب الممرات والعتبات، على نفس مستوى الفناء تقريباً. أما بقية الغرف المفروشة بالسجاد والبسط، فترتفع إلى حوالي 50 سم. يحدد خط البصر وارتفاع الوسائد ارتفاع العتبات والنوافذ وبالتالي التنظيم الداخلي والخارجي للواجهات.

## الحمام
يشبه حمام البخار الموجود في الزاوية الشمالية الغربية الحمام العمومي، لكن مُخططه مبسط نظراً لأن القاعة الواسعة كانت بمثابة غرفة تبديل الملابس ومكان للاستراحة قبل الاستحمام وبعده.
من المحتمل أن المطابخ وأماكن الخدمات الأخرى والإسطبلات ومخازن الحبوب ومستودعات المؤن كانت تقع في الجزء الشمال الشرقي والجنوبي من البيت، ويمكن الوصول إليها من الأزقة المحيطة برقعة الأرض إلى شمال البيت وجنوبه.

## الجناح الغربي (القاعة)
أعيد بناء الزاوية الجنوبية الغربية للفناء والجناح الغربي بالكامل في 1737. وهي تشتمل على ثلاثة عناصر رئيسية: غرفة مستطيلة كبيرة جداً تضم مدفأة وقاعة كبيرة وحمام. تضم القاعة المصممة على شكل حرف (T) على ثلاثة إيوانات ذات أسقف خشبية تؤطر العتبة، وفي وسطها حوض صغير مثمن الشكل مغطى بقبة. وتطل الواجهة الرابعة للعتبة على الفناء المركزي. يشتمل ديكورها الداخلي على بلاطات حجرية ذات نقوش هندسية وألواح خشبية رسم عليها أكواب وباقات فاكهة في مزهريات.
تحتوي القاعة على مجموعتين من النقوش. يبدأ خط القصيدة على العوارض (في مدح صاحب البيت) بحديث عن النبيذ. وينتهي بإهداء اسم جرجس وتاريخ سنة 1737. وتمتدح النقوش الموجودة على الأسقف السيدة العذراء وتتضمن قصيدة حب نموذجية من النصوص الصوفية.

## إضافات القرن التاسع عشر
طرأت تغييرات جذرية على بيت غزالة خلال القرن التاسع عشر. والجدير بالذكر أنه أُضيفت غرف في الجزء العلوي من الجناح الشمالي (يعود تاريخها إلى 1880 عبر نقش). بًُني مدخل جنوبي جديد للردب (الشطامة) بتاريخ 1304هـ/1887م. استلهمت عمليات إعادة التطوير الرئيسية هذه من مظهر الشقق القنصلية في الخانات الحضرية في حلب. ومن الهندسة المعمارية للسفارات في العاصمة إسطنبول.

## فقدانه ونهبه وتدميره

بيت غزالة 2017

أدت التغيرات في نمط الحياة المنزلية وإدخال الأثاث الغربي في النهاية إلى هجر العائلات الأرستقراطية منازلها مثل بيت غزالة خلال القرن التاسع عشر. وكان تحويل بيت غزالة إلى مدرسة عاملاً في تدميره والحفاظ عليه معاً. وفي حين أنه سمح بالحفاظ على البنية المادية للمبنى، فقد حفز أيضاً اختفاء العديد من زخارفه.
وكانت أجزاء من الألواح الخشبية المزخرفة الاستثنائية للدار لا تزال في مكانها قبل الحرب الأهلية السورية. وبحلول وقت ترميمه في 2011، كان عدد من القطع قد ضاع أو اُقتُطع أو جرى بيعه للأفراد أو للمتاحف.
ومنذ ذلك الحين تعرض بيت غزالة، وخاصة إيوانه، لأضرار كارثية خلال الحرب الأهلية السورية. وتأثر البناء بانفجارات مختلفة نتيجة القتال عبر المنازل. قبل ذلك، أُزيلت جميع الألواح الخشبية المزخرفة المتبقية (تأكد ذلك حالياً) ونُهبت أيضاً، باستثناء عدد قليل من الأسقف.
قُدم ملف يتعلق بنهب اللوحات الزخرفية «إلى الإنتربول والمجلس الدولي للمتاحف على أمل أن تظهر اللوحات مرة أخرى في أسواق الفن ويمكن إعادتها» إلى سوريا.

## الدراسات الحديثة وأعمال الترميم
أجرت المديرية العامة للآثار والمتاحف السورية حملة ترميم كبيرة لتحويل بيت غزالة إلى متحف مخصص لذاكرة مدينة حلب في الفترة من 2007 إلى 2011. وتمحورت أعمال الترميم بالذات حول ترميم جزء من اللوحات الزخرفية على يد حرفيين دمشقيين.
وبالتوازي مع ذلك، أطلق أحفاد عائلة غزالة دراسة علمية عن البيت. تتضمن هذه الدراسة التي بدأت في 2009، بحثاً تاريخياً عن الحي والبيت، وتحليلاً أسلوبياً لعناصره الزخرفية، ومسحاً معمارياً تفصيلياً. هدفت الدراسة إلى وضع تسلسل زمني دقيق لتطور مدينة بيت غزالة منذ نشأتها.
انتهى مسح تعاوني عالي الدقة بين المديرية العامة للآثار والمتاحف واليونسكو لبيت غزالة في نوفمبر 2017، لتسهيل الدراسة الإضافية والحماية والتعزيز الطارئ لهيكله. وصدرت تقارير أخرى بشأن الأضرار التي لحقت بالممتلكات ونهب اللوحات الزخرفية.
قُدم طلب لإضافة بيت غزالة إلى قائمة مراقبة الآثار العالمية في يناير 2021. بدأت أعمال الطوارئ لحماية الهيكل في وقت لاحق من ذلك العام.
تعرض بيت غزالة لأضرار أخرى خلال الزلازل التي ضربت المنطقة في فبراير 2023.

## معرض الصور

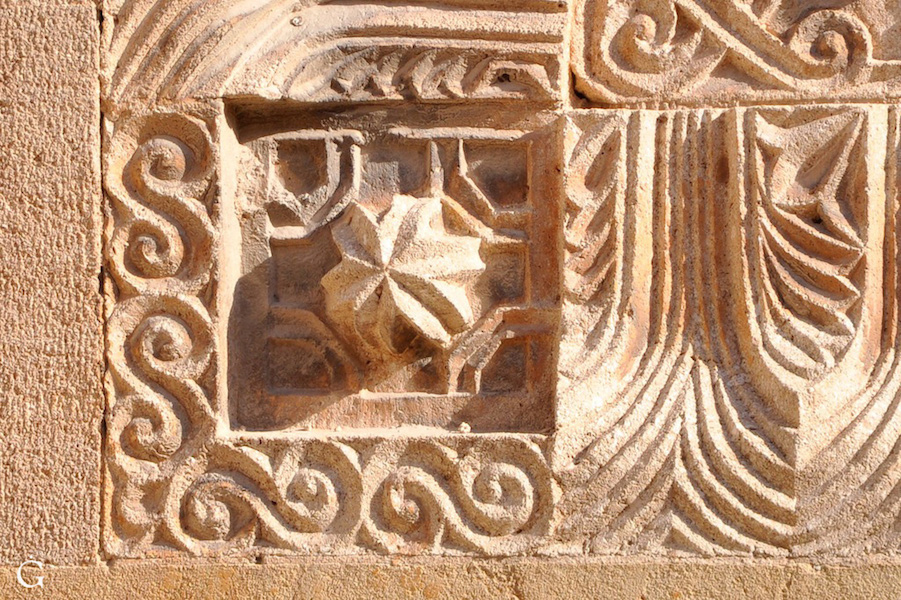
أعمال حجرية على الواجهة الشمالية لبيت الغزالة
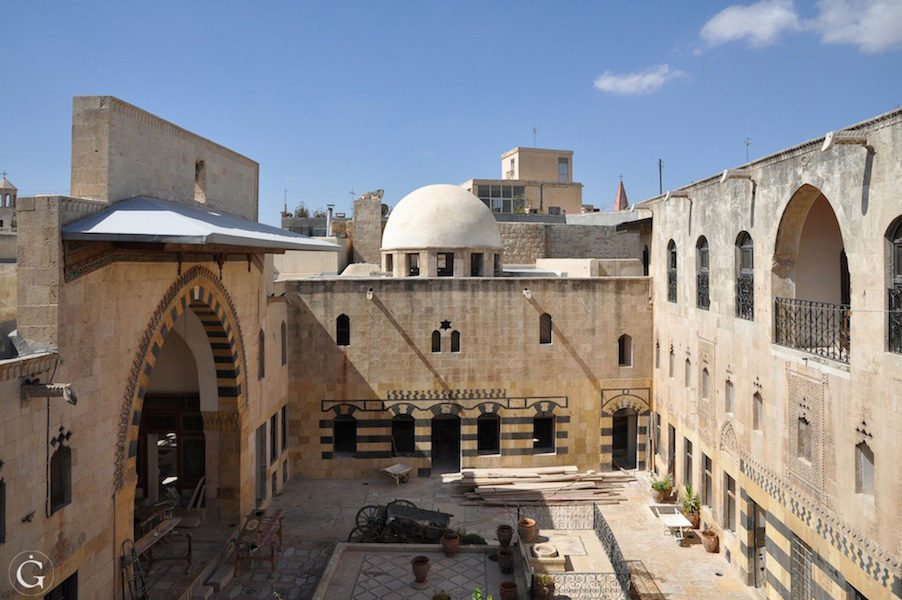
الصحن الرئيسي لبيت غزالة (2010)
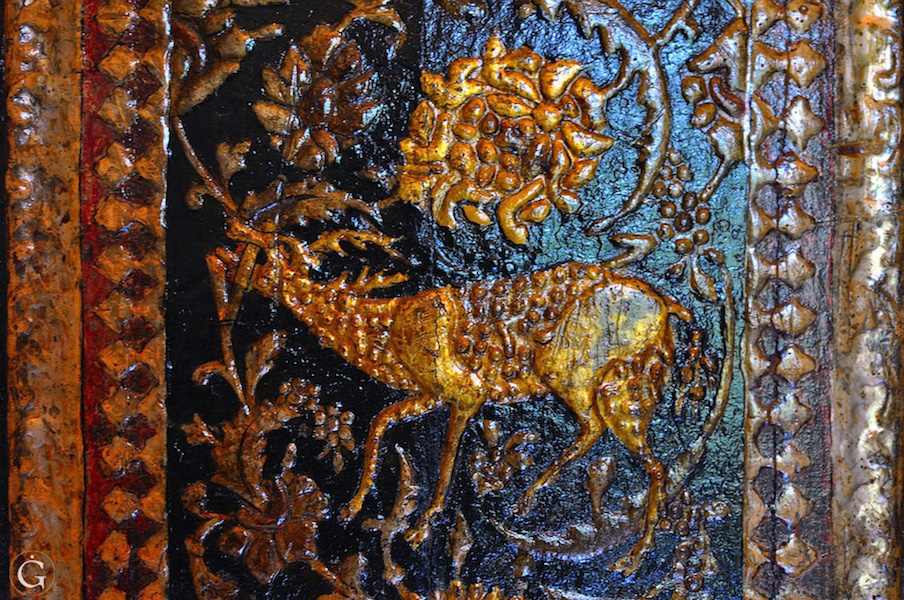
"غزلان بيت الغزالة"، لوحات كما تظهر في مجموعة فرعون (متحف معوض) في بيروت عام 2011.
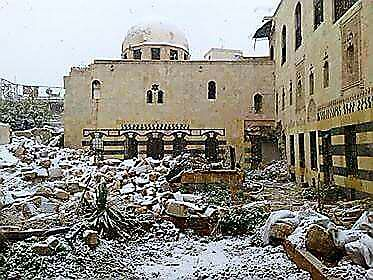
صحن بيت غزالة (ديسمبر 2016)
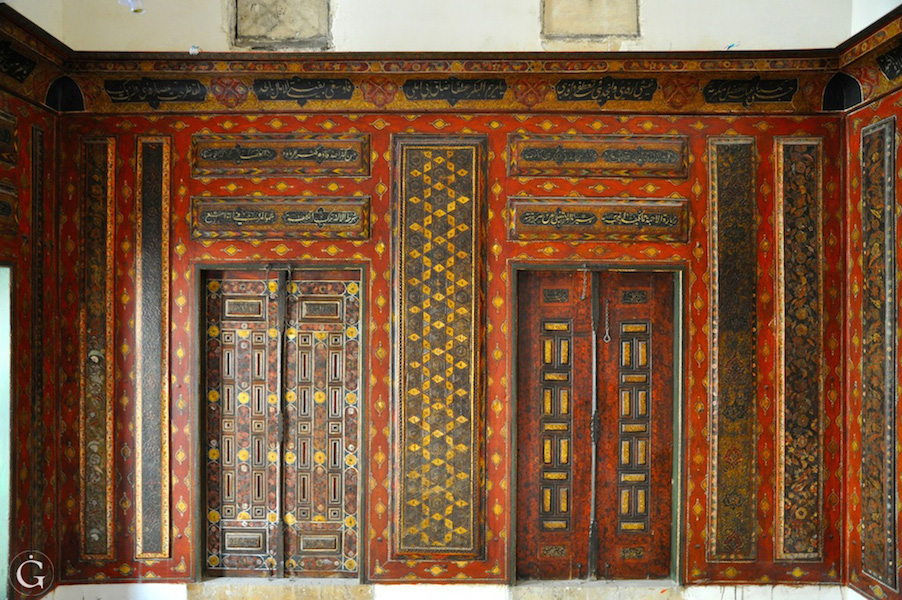
الألواح الخشبية للقبة في بيت الغزالة (مفقودة حالياً)
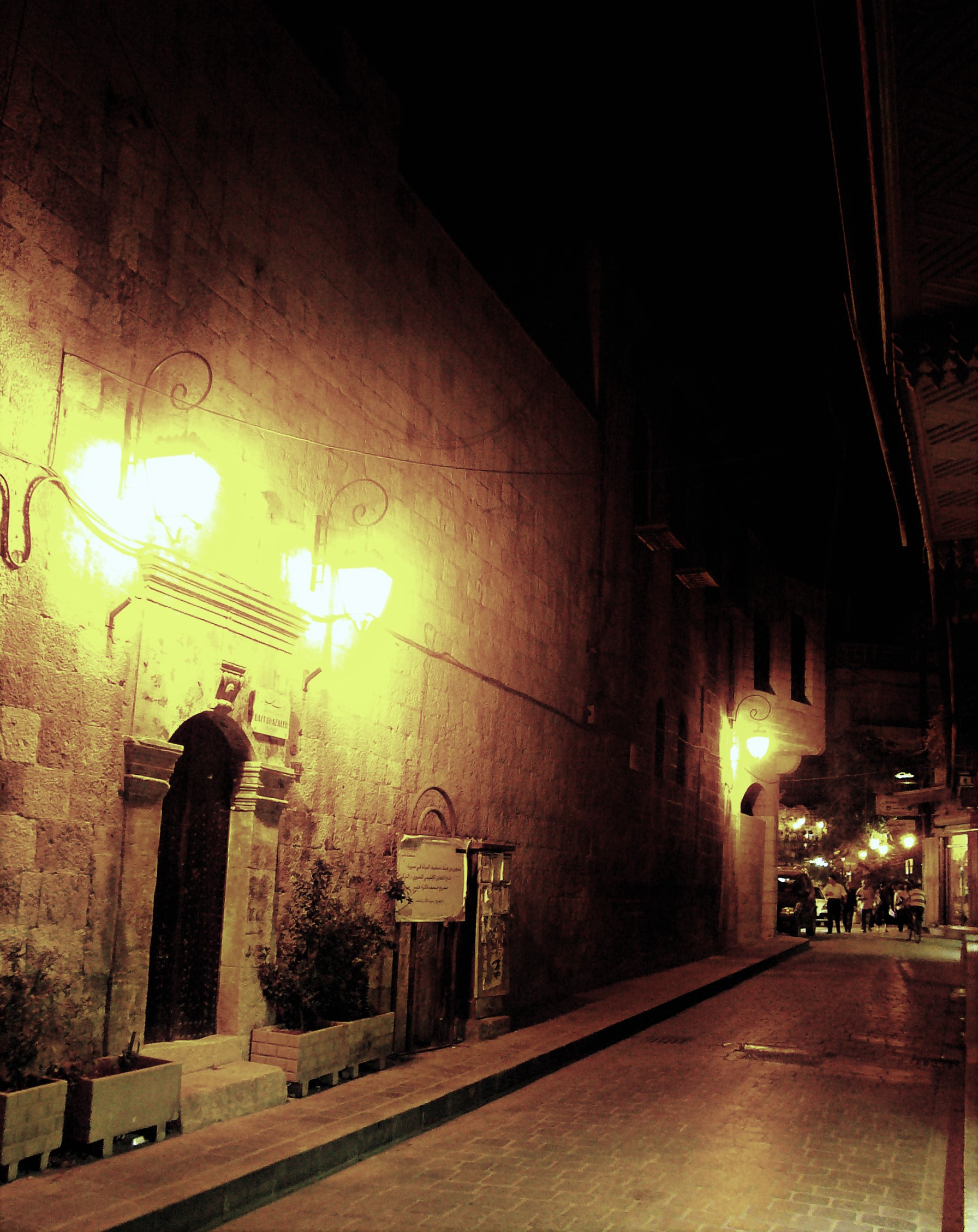
مدخل بيت غزالة في حي الجديدة بحلب (2010)
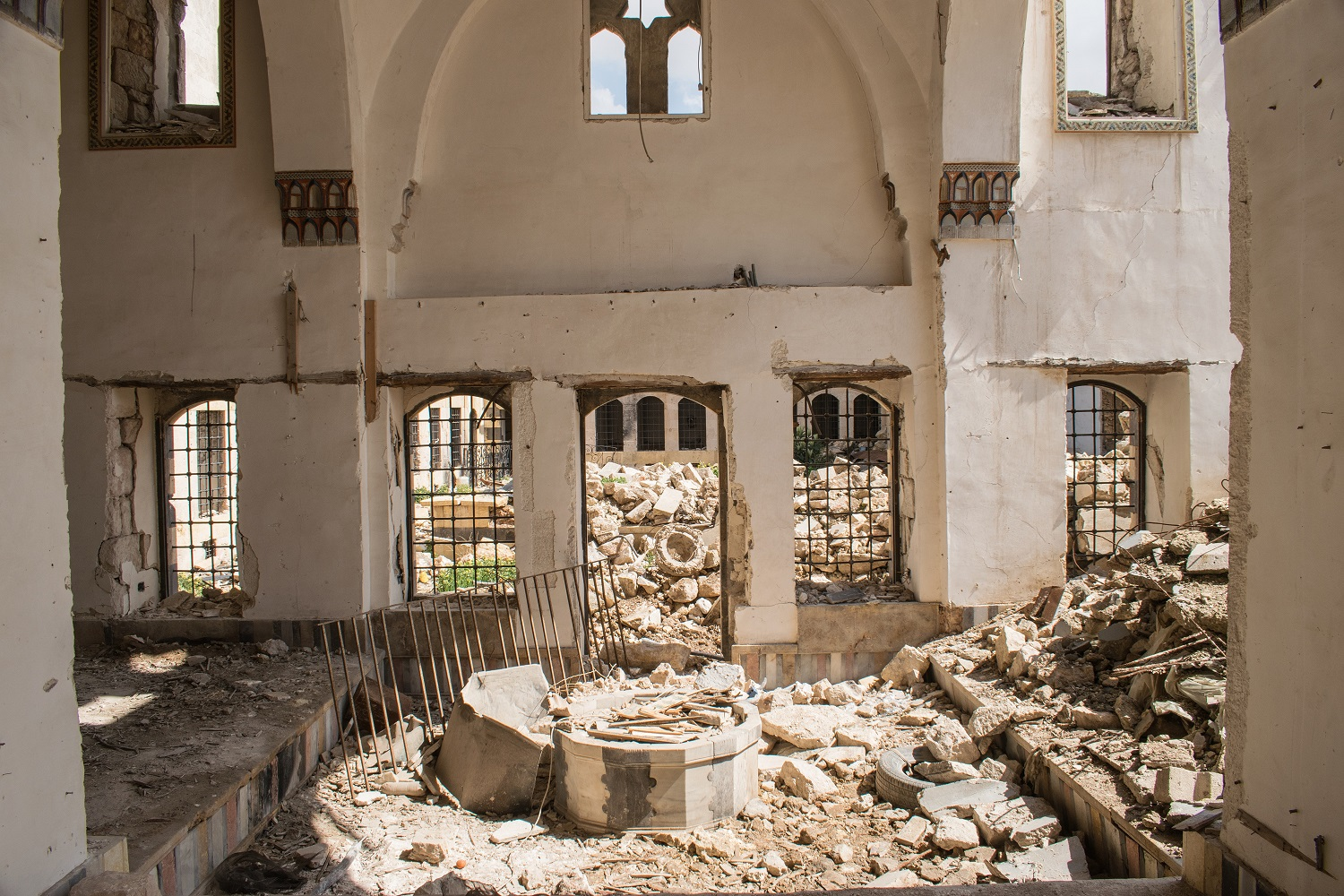
قاعة بيت غزالة – سُرقت زخارفها الجميلة قبل أن يتعرض المبنى لعدة انفجارات (2017)

## الملاحظات
1. ↑  كان آل غزالة من المصرفيين والتجار البارزين في حلب وفقاً للنصوص وسلسلة النسب للعائلة.
2. ↑  يبلغ عمر أقدم أجزاء البيت 350 عاماً على الأقل.
3. ↑  حوُلت في البداية إلى مدرسة ألمانية ومن ثَمّ إلى مدرسة أرمينية (وفق هايجازيان فارجاران).
4. ↑  طالع وقف إبشير باشا في الجديدة للاستزادة.
5. ↑  كان كاتبوها إما مسلمين أو مسيحيين.
6. ↑  يشير هذا المصطلح العربي عامةً إلى القبة التي قد تشير إلى وظيفة جنائزية. يُبنى الإيوان دائماً بين قبتين تقريباً في العمارة العربية المحلية في الشرق الأدنى (سوريا) ويُنظم الدخول عامةً عبر الإيوان وبالتالي فهو يعتبر بمثابة تجويف. يمكن تغطيته بقبة أو سقف خشبي.
7. ↑  الإيوان عبارة عن مساحة جيدة التهوية في الساعات الأولى الباردة من أيام الصيف أو الفترات المشمسة خلال فصل الشتاء، وهو مفتوح جهة الشمال في سوريا.
8. ↑  يشير هذا المصطلح إلى الغرفة الرئيسية في العمارة العربية المحلية (خاصة في سوريا ومصر)، من حيث أبعادها وثراء ديكورها وأهميتها النسبية في المبنى. تتعدد وظائف هذه الغرفة عموماً وغالباً ما تكون ذات موقع مركزي ومميزة بمدى هندستها المعمارية.
9. ↑  زخرفة مبرقشة معروضة في نطاقات أفقية.
10. ↑  كثيراً ما تُقتبس للتعبير عن الثقة في رعاية الله.
11. ↑  يعطي المصطلح فكرة المدخل والانتقالات وحافة الغرفة واستخدامه السوري المحدد إلى حد ما (درقاعة في مصر). ويتميز العتب أساساً بانخفاض مستوى أرضيته بحيث يقترب من مستوى السطح الخارجي للغرفة، وينخفض عن مستوى الغرفة بنحو 40 سم. يمكن للمرء أن يقف مستقيماً ويخلع حذائه قبل وضعه على الأرض في الجزء العلوي من الغرفة.
12. ↑  فضلاً، طالع مدخل سوق مدينة حلب للاستزادة.

### فهرس المراجع
1. ↑  Samné، George (1928). Le Process Gazale : Correspondance d'Orient : revue économique, politique & littéraire / directeurs. Bibliothèque nationale de France (gallica.bnf.fr). ص. 241–5. مؤرشف من الأصل في 2023-06-23.{{استشهاد بكتاب}}:  صيانة الاستشهاد: مكان بدون ناشر (link)
2. 1 2  Jean-Claude David (9 Mar 2018). "La guerre d'Alep 2012-2016. Destruction de la maison Ghazalé (1/2)". ArchéOrient - Le Blog (بfr-FR). Archived from the original on 2023-07-15. Retrieved 2018-03-12.{{استشهاد بخبر}}:  صيانة الاستشهاد: لغة غير مدعومة (link)
3. ↑  "iDAI.gazetteer | Bayt Ghazala". gazetteer.dainst.org. مؤرشف من الأصل في 2023-08-16. اطلع عليه بتاريخ 2019-01-24.
4. ↑  Michael D. Danti, Allison Cuneo, Susan Penacho, Amr Al-Azm, Bijan Rouhani, Marina Gabriel, Kyra Kaercher, Jamie O’Connell (17 أغسطس 2016). "ASOR CHI Weekly Report 107" (PDF). asor-syrianheritage. مؤرشف من الأصل (PDF) في 2023-07-15.{{استشهاد ويب}}:  صيانة الاستشهاد: أسماء متعددة: قائمة المؤلفين (link)
5. 1 2  Duda، Dorothea (1971). "Innenarchitektur syrischer Stadthäuser des 16. bis 18. Jahrhunderts". www.perspectivia.net. FRANZ STEINER VERLAG. ص. 35, 90–1, 108. مؤرشف من الأصل في 2018-02-28. اطلع عليه بتاريخ 2018-02-27.
6. ↑  TARAZI, Camille INGEA, Tania (2015) Vitrine de l’Orient : Maison Tarazi, fondée à Beyrouth en 1862, Beyrouth:DE LA REVUE PHENICIENNE , p.202; see also Ghazaleh House panels in the collection of the Robert Mouwad Museum in Beyrouth نسخة محفوظة 2023-07-15 على موقع واي باك مشين.
7. ↑  UNESCO (2014) Safeguarding Syrian Cultural Heritage/Ghazaleh House, Accessed via http://www.unesco.org/new/en/safeguarding-syrian-cultural-heritage/ghazaleh-house on 15 August 2014. نسخة محفوظة 2023-07-15 على موقع واي باك مشين.
8. ↑  "Photos of Damage of Traditional Art Museum, Dar Ghazaleh, and Jdaideh in old Aleppo المديرية العامة للآثار والمتاحف". www.dgam.gov.sy. مؤرشف من الأصل في 2023-07-15. اطلع عليه بتاريخ 2017-02-08.
9. ↑  "A house dismantled - Beit Ghazaleh, the house of the Ġazaleh, غزالة". art-crime.blogspot.co.uk (بالإندونيسية). Archived from the original on 2023-07-15. Retrieved 2017-02-06.
10. 1 2  Alaa Haddad, Issam Ballouz, Rami Alafandi (Sep 2018). "Bayt Ghazala | بيت غزالة | Report about missing ʿAjami wooden panels from Bayt Ghazala (Aleppo) | تقرير حول فقدان خشبيات العجمي في بيت غزالة (حلب)". L.I.S.A. WISSENSCHAFTSPORTAL GERDA HENKEL STIFTUNG (بالألمانية). Archived from the original on 2019-01-24. Retrieved 2019-01-24.{{استشهاد ويب}}:  صيانة الاستشهاد: BOT: original URL status unknown (link) صيانة الاستشهاد: أسماء متعددة: قائمة المؤلفين (link)
11. ↑  Danielle (27 Feb 2019). "Berlin's Pergamon museum reveals new exhibit for preservation of Syria's war-torn heritage" (بالإنجليزية الأمريكية). Archived from the original on 2023-07-15. Retrieved 2019-12-29.
12. ↑  Birthe Hemeier und Isber Sabrine (Hg.) (2021). Reimer Verlag :: Kulturraub - Fallbeispiele aus Syrien, Irak, Jemen, Ägypten und Libyen. Reimer. ص. 31–46. ISBN:978-3-496-01669-4. مؤرشف من الأصل في 2021-09-03. اطلع عليه بتاريخ 2021-12-16. {{استشهاد بكتاب}}: |موقع= تُجوهل (مساعدة)
13. ↑  Vogue. "An Ode To Syria". British Vogue (بالإنجليزية البريطانية). Archived from the original on 2023-02-23. Retrieved 2017-06-07.
14. ↑  Chekri-Ganem, Dr Georges Samné (1928). Le Process Gazale. Paris: Correspondance d'Orient : revue économique, politique & littéraire. مؤرشف من الأصل في 2023-06-23.
15. ↑  RC Heritage (2011–2017). "Beit Ghazaleh (maison du XVIIè s.) à Alep [ Syrie ] étude historique et architecturale | historical and architectural analysis". مؤرشف من الأصل في 2017-11-07. اطلع عليه بتاريخ 2017-03-02.
16. ↑  David, Jean Claude. "The Battle of Aleppo (2012–2016): Destruction of the Ghazala House (Beit Ghazaleh)". syrian-heritage.org (بالإنجليزية الأمريكية). Archived from the original on 2023-10-22. Retrieved 2023-07-12.
17. ↑  Art Graphique & Patrimoine (28 نوفمبر 2017)، Relevé et nuage de points de Beit Ghazaleh, Alep - Syrie (mission UNESCO)، مؤرشف من الأصل في 2023-11-11، اطلع عليه بتاريخ 2018-10-09
18. ↑  Art Graphique & Patrimoine. "Bruno Deslandes (Director International & Heritage at risk in Art Graphique & Patrimoine) at BBC World TV to speak about reconstruction process currently ongoing in Aleppo (Syria)". fr-fr.facebook.com (بالفرنسية). Archived from the original on 2023-07-15. Retrieved 2018-10-09.
19. ↑  United Nations Institute for Training and Research (2018). "FIVE YEARS OF CONFLICT The State of Cultural Heritage in the Ancient City of Aleppo". unesdoc.unesco.org. مؤرشف من الأصل في 2019-04-03. اطلع عليه بتاريخ 2019-01-10. Alt URL نسخة محفوظة 2018-12-17 على موقع واي باك مشين.
20. ↑  "Gebr. Mann Verlag :: Kulturraub - Fallbeispiele aus Syrien, Irak, Jemen, Ägypten und Libyen , 978-3-496-01669-4". www.reimer-mann-verlag.de. مؤرشف من الأصل في 2023-07-15. اطلع عليه بتاريخ 2021-10-20.
21. ↑  "Nominate a Site to the 2022 Watch". World Monuments Fund (بالإنجليزية). Archived from the original on 2023-07-15. Retrieved 2022-03-04.
22. ↑  Liscia, Valentina Di (24 Mar 2021). "Nominate an At-Risk Site to the World Monuments Fund's 2022 Watch List". Hyperallergic (بالإنجليزية الأمريكية). Archived from the original on 2023-07-15. Retrieved 2022-03-04.
23. ↑  "The renovation of Beit Ghazaleh house in Aleppo - in pictures". The National (بالإنجليزية). Archived from the original on 2023-07-15. Retrieved 2022-03-04.
24. ↑  "Labourers work on the renovation of the Beit Ghazaleh house, an..." Getty Images (بالإنجليزية البريطانية). Archived from the original on 2023-07-15. Retrieved 2022-03-04.
25. ↑  Alberti, Marnie Hunter,Mia (7 Feb 2023). "UNESCO site 'in danger' faces greater peril after earthquake". CNN (بالإنجليزية). Archived from the original on 2023-06-08. Retrieved 2023-05-11.{{استشهاد ويب}}:  صيانة الاستشهاد: أسماء متعددة: قائمة المؤلفين (link)
26. ↑  Sabri, Reyhan; Maya, Roula; Dalli, Ahmad; Daghstani, Wafaa; Mayya, Safaa (13 Mar 2023). "The Syrian conflict's impact on architectural heritage: challenges and complexities in conservation planning and practice". Journal of Architectural Conservation (بالإنجليزية). 29 (3): 258–274. DOI:10.1080/13556207.2023.2185855. ISSN:1355-6207. S2CID:257519174. Archived from the original on 2023-07-13.

### المعلومات الكاملة للمراجع
- - Sauvaget, Jean (1941) Alep. essai sur le développement d'une grande ville syrienne, des origines au milieu du XIXe siècle. Paris, Librairie orientaliste Paul Geuthner, texte et album.
- David, Jean-Claude et François Cristofoli (2019) Alep, la maison Ghazalé. Histoire et devenirs. Editions Parentheses, 176 p. (ردمك 978-2-86364-323-5)
- David, Jean-Claude (2018) La guerre d’Alep 2012-2016. Destruction de la maison Ghazalé (1/2), ArchéOrient - Le Blog, 9 mars 2018; David, Jean-Claude (1982) Le waqf d'Ipchir Pacha à Alep (1063/1653), étude d'urbanisme historique. IFPO Damas, collection PIFD; David, Jean-Claude, The Battle of Aleppo (2012–2016): Destruction of the Ghazala House (Beit Ghazaleh), Syrian Heritage Archive of the Museum for Islamic Art/ Berlin State Museum, Undated
- Collectif 1989, (1989) L’habitat traditionnel dans les pays musulmans autour de la Méditerranée, I. L’héritage architectural: formes et fonctions, Le Caire, IFAO.
- RC Heritage (2011–15) Beit Ghazaleh (maison du XVIIè s.) à Alep [ Syrie ] étude historique et architecturale | historical and architectural analysis [working document]
- Publications mentioning the Ġazaleh House and family : David Jean-Claude, Degeorge Gérard (2009) Palais et demeures d'Orient - XVIe-XIXe siècle, Actes Sud / Imprimerie Nationale; Al-Homsi Fayez (1983) Old Aleppo, Damascus: Ministry of Culture and National Heritage Publishing, p. 127-128, Mansel Philip (2016) Aleppo Rise and Fall of Syria's Great Merchant City, IB Tauris, pp. 28–29, 44, 6pl; Masters, Bruce (1999) Aleppo: the Ottoman Empire's caravan city, in Edham, E., Goffman, D. and Masters, B., The Ottoman City between East and West: Aleppo, Izmir, and Istanbul. New York: Cambridge University Press, p. 58; Julia Gonnella (1996) Ein christlich-orientalisches Wohnhaus des 17. Jahrhunderts aus Aleppo (Syrien). Das 'Aleppo-Zimmer' im Museum für Islamische Kunst, Staatliche Museen zu Berlin - Preußischer Kulturbesitz. نسخة محفوظة 3 أبريل 2019 على موقع واي باك مشين. Mainz: P. von Zabern, p. 76; Hemeier, Birthe & Sabrine, Isber eds. (2021) Kulturraub - Fallbeispiele aus Syrien, Irak, Jemen, Ägypten und Libyen, Reimer Verlag, pp. 31-46; Dorothea Duda (1971) Innenarchitektur syrischer Stadthäuser des 16. bis 18. Jahrhunderts. Die Sammlung Henri Pharaon in Beirut (Beiruter Texte und Studien, 12) Wiesbaden (Steiner); Fedden, Robin (1956) Syria: a historical appreciation. London, Hale. p. 36; Samné, George (1928) Le Process Gazale : Correspondance d'Orient : revue économique, politique & littéraire / directeurs: Bibliothèque nationale de France (gallica.bnf.fr): [s.n.] pp. 241–5.
- Photographic archives: Aga Khan Trust for Culture and the Aga Khan Documentation Center at MIT, Bayt Ghazala ; MIT Libraries, Ghazale House ; Aga Khan Visual Archive, Ghazala House ; Photographs from Brandhorst & Bremer, 2001.
- Since 2011 numerous initiatives have been launched to protect Aleppo's unique heritage. Those that specifically mention the Ġazaleh House include: Safeguarding Syrian Cultural Heritage (programme UNESCO), Blue Shield International; Heritage For Peace, Protection of Cultural Heritage During Armed Conflict, The Aleppo No Strike List.

## وصلات خارجية
- بيت غزالة، هل سيصبح المتحف المستقبلي لذاكرة حلب؟ - الباحثون السوريون